# Herb gminy Herby
Herb gminy Herby – jeden z symboli gminy Herby, ustanowiony 25 sierpnia 1999.

## Wygląd
Herb przedstawia na tarczy dwudzielnej w pas na części: srebrną (2/3 wysokości) i czerwoną (1/3 wysokości). W polu górnym w części centralnej zielone drzewo iglaste wyrastające z zielonej podstawy, znajdującej się w dolnej części pola. Po jego prawej stronie herb z białym orłem w złotej koronie na czerwonym tle (godło Polski), a po lewej – herb przedstawiający złotego orła bez korony na błękitnym tle (herb Śląska). W centralnej części dolnego pola umieszczono srebrną tarczę herbową z krzyżem świętego Andrzeja.

## Symbolika
Herb gminy Herby jest tzw. herbem mówionym. Umieszczenie trzech herbów na herbie nawiązuje do nazwy gminy. Drzewo iglaste jest symbolem lesistości i gospodarki leśnej gminy. Herby w górnej części nawiązują do przynależności gminy do dwóch różnych organizmów państwowych: herb Polski nawiązuje do przynależności części terytorium gminy do Korony Królestwa Polskiego i województwa krakowskiego, natomiast śląski orzeł do księstwa opolskiego. Ostatni z herbów nawiązuje do związków Herbów z koleją i miejscowego węzła kolejowego (Herby Nowe).